# David Ojstrakh
David Fedorovitj Ojstrakh (russisk: Давид Фeдорович Ойстрах ; født 30. september 1908 i Odessa, Russiske Kejserrige, død 24. oktober 1974 i Amsterdam, Holland), var en sovjetisk violinist. Han var en af det 20. århundredes førende violinister og har lavet nogle af de bedste pladeindspilninger af en lang række værker for sit instrument. Efter 2. verdenskrig blev han en af de sovjetiske musikere, som turnerede flittigt i vestlige lande.